# Benzotriazol
Benzotriazol je heterocyklická sloučenina obsahující tři atomy dusíku.

## Syntéza
Mechanismus syntézy benzoatriazolu probíhá za přítomnosti kyseliny octové a dusitanu sodného.